# フットワーク・FA17
フットワーク・FA17 (Footwork FA17) は、フットワークが1996年のF1世界選手権参戦用に開発し投入したフォーミュラカー。デザイナーはアラン・ジェンキンス。シムテックから移籍したヨス・フェルスタッペンと、前年の国際F3000シリーズ2位のリカルド・ロセットがドライブした。

## 概要

### 背景
フットワークはシーズン始めにトム・ウォーキンショウと、アロウズ創始者の一人であるジャッキー・オリバーによって買収された。そのため、チームの焦点は1997年シーズンに向けられることとなり、1996年は過渡期のシーズンとなった。

### 開発
資金不足というチーム状況が完全なニューマシンの製造を許さず、昨年型FA16に1996年レギュレーションへ適合させる改良を加えてFA17は作られた。テクニカル・ディレクターのアラン・ジェンキンスは「FA16とFA17で大きく違う所はサスペンションだ。ギアボックスもモデファイしたし、空力ではリアのウィングレットの設置エリアが規制されたのでその対応だね。僅かの変更に見えるだろうけど、ウイングレットの位置を前方に動かすのはかなりコストがかかってしまった。」とオフシーズンに施した新開発を語った。ジェンキンスの述べた通り、前後ともサスペンションには最新トレンドである3本目のダンパーが追加され、両側の2本がそれぞれ左右のタイヤからの入力を受け持ち、中央の3本目のダンパーが左右同時の伸縮を制御する役割となっており、ロールとピッチを別々に制御することによってマシンの上下の動きは強く抑えるが、サスの左右それぞれの動きは柔らかく反応させ、マシンのライドハイトを一定に保つという、従来の2本ダンパーでは実現できない「アクティブサスペンションに近い効果」をもたらすとされた。
しかしジェンキンスはFA17の完成を置き土産に、2月いっぱいで切れたアロウズとの契約を更新せず、来季からのF1参戦を表明していたスチュワート・グランプリへと移籍してしまった。ジャッキー・オリバーは「当面数か月の間は後任のデザイナー加入予定はない」と話し、以後のマシン開発は暫定的にエンジニアのアレン・マクドナルドが担うこととなったが、開幕を前にして早くもマシン開発が滞る状況となってしまった。

### 1996年シーズン
フェルスタッペンはアルゼンチンGPで6位に入りポイントを獲得したが、ハートV8エンジンの開発停滞、パワー不足によってチームはテールエンダーの常連となった。
その中でフェルスタッペンは予選で常に中団に食い込むなど短期的には速さを見せることができたが、レースでの完走率はかなり低かった。シーズン前半での完走はオーストラリアGPとアルゼンチンGPのみであったが、リタイアの原因はマシン側の機械的トラブルの場合がほとんどで、ベルギーGPでのスロットルが戻らなくなりクラッシュの要因となるというあってはならない危険なトラブルにも遭った。また、サンマリノGPではピットアウトの際に給油中の燃料ホースを引き裂くという惨事になりかねない事故もあった。
一方のロセットは前半を終えた時点でクラッシュも無く、新人ドライバーとして安定はしていたが、速さが無くフェルスタッペンに予選で全敗するなど結果を全く残せなかった。
チームは結局フェルスタッペンの1ポイントにより、コンストラクターズランキング9位でシーズンを終えた。
シーズン終了後にドライバー2名ともチームを離れフェルスタッペンはティレルへ、ロセットはローラに移籍する。翌年は前年度チャンピオンのデイモン・ヒルがウィリアムズからアロウズに移籍するという驚くべき決定をし、パルマラットからの支援で多額のスポンサーマネーを持つペドロ・ディニスがセカンドドライバーとして加入することとなった。

## F1における全成績
(key) （太字はポールポジション）
| 年     | シャシー           | エンジン           | タイヤ | No. | ドライバー             | 1   | 2   | 3   | 4   | 5   | 6   | 7   | 8   | 9   | 10  | 11  | 12  | 13  | 14  | 15  | 16  | ポイント | 順位 |
| ------ | ------------------ | ------------------ | ------ | --- | ---------------------- | --- | --- | --- | --- | --- | --- | --- | --- | --- | --- | --- | --- | --- | --- | --- | --- | -------- | ---- |
| 1996年 | フットワーク・FA17 | ハート 830 V8, 3.0 | G      |     |                        | AUS | BRA | ARG | EUR | SMR | MON | ESP | CAN | FRA | GBR | GER | HUN | BEL | ITA | POR | JPN | 1        | 9位  |
| 1996年 | フットワーク・FA17 | ハート 830 V8, 3.0 | G      | 16  | リカルド・ロセット     | 19  | Ret | Ret | 11  | Ret | Ret | Ret | Ret | 11  | Ret | 11  | 8   | 9   | Ret | 14  | 13  | 1        | 9位  |
| 1996年 | フットワーク・FA17 | ハート 830 V8, 3.0 | G      | 17  | ヨス・フェルスタッペン | 10  | Ret | 6   | Ret | Ret | Ret | Ret | Ret | Ret | 10  | Ret | Ret | Ret | 8   | Ret | 11  | 1        | 9位  |

## ブリヂストンテストカー
F1への供給を目指しレーシングタイヤ開発を進めていたブリヂストンは、それまで95年式となるリジェ・JS41でテストを繰り返していたが、「より現役に近いF1でのタイヤテストを行いたい」という開発スタッフの声を受けたBSモータースポーツ部門のトップ安川ひろしが、旧知の仲であったトム・ウォーキンショウに相談。1980年以来、ヨーロッパF2でのブリヂストンの成功を真近で見ていたウォーキンショウはF1でも成功するだろうと目論み、自分のチームのA17をライバルタイヤであるグッドイヤーの了承を得たうえでテスト車両としてブリヂストンに提供。現行型のF1マシンによりトム・ウォーキンショー・レーシング (TWR)のスタッフとヨス・フェルスタッペンが欧州各地のサーキットで8000kmに及ぶテスト走行で実戦でも戦える性能を確認したブリヂストンは当初予定よりも1年早めて1997年からF1世界選手権へのタイヤ供給を開始。アロウズはその初年度から供給を受ける4チーム（アロウズ・プロスト・ミナルディ・スチュワート）の一つとなり、正式にブリヂストンユーザーとなる事に成功した。

## 参照
1. ↑  全チーム「テスト総括」開幕までの熱き戦いを追う ARROWS FA17 HART　F1グランプリ特集 Vol.82 34頁 ソニーマガジンズ 1996年4月16日発行
2. ↑  チェックアップ・ザ・ポテンシャル ARROWS 資金不足に加えてデザイナー不在に　F1グランプリ特集 Vol.82 129頁 1996年4月16日発行
3. ↑  1995～1998年の活動ブリヂストンモータースポーツ資料室
4. ↑  1996年実際のF1マシンで貴重なタイヤテストが実施できた背景ブリヂストンモータースポーツ資料室